# Pulau Malawali
Pulau Malawali ist eine zum malaysischen Bundesstaat Sabah gehörende Insel in der Sulusee vor der Nordspitze Borneos. Die Insel liegt am Ende der Banggi South Straits, etwa 12 Kilometer südöstlich von Pulau Banggi und 12 Kilometer nordöstlich des zum Distrikt Pitas gehörenden Festlands. Verwaltungstechnisch gehört sie jedoch zum Distrikt Kudat. Die hügelige Insel erhebt sich bis zu 138 Meter aus dem Meer. Sie ist 8,3 Kilometer lang und 6 Kilometer breit.